# Финк, Торстен
То́рстен Финк (нем. Thorsten Fink; род. 29 октября 1967[…], Дортмунд, Северный Рейн-Вестфалия) — немецкий футболист и футбольный тренер. Выступал на позиции полузащитника.

## Карьера игрока
Торстен начинал свою карьеру в дортмундской «Боруссии», выступая за её резервную команду.
В начале 1990 года он перешёл в клуб «Ваттеншайд 09», где за полгода пребывания в новом коллективе сумел стать одним из ведущих футболистов и помог команде выйти в Бундеслигу.
После того как клуб вылетел во второй дивизион, а случилось это в 1994 году, Финк уехал в «Карлсруэ». За этот клуб игрок провёл 3 сезона, став одним из ключевых футболистов команды.
Успехи в «Карлсруэ» настолько поразили руководство мюнхенской «Баварии», что приглашение в самую успешную команду Германии не заставило себя ждать. В «Баварию» Торстен перешёл в 1997 году. В сезоне 1998/99 Финк помог «Баварии» дойти до финала Лиги чемпионов. В финальной встрече он вышел на замену на 80-й минуте вместо Лотара Маттеуса. В той встрече «Баварии» не удалось добиться успеха. Однако спустя два года игроку всё же удалось завоевать трофей Лиги чемпионов. В финальной встрече «Бавария» одолела «Валенсию» в серии послематчевых пенальти. Сам игрок участия в этой встрече не принял. В 2002 году Финк потерял место в основном составе «Баварии» и был переведён в резерв команды. Последнюю встречу за основной состав «Баварии» Торстен провёл в сентябре 2003 года, выйдя на замену в матче с «Вольфсбургом». Его контракт с «Баварией» истёк в июне 2004 года. Однако футболист ещё два года выступал за резерв баварцев, после чего принял решение об окончании карьеры. На принятие данного решения повлияла серьёзная травма колена.

## Тренерская карьера
В декабре 2005 года Торстен окончил Кёльнскую спортивную академию и получил лицензию на тренерскую работу. 5 сентября 2006 года Финк начал работу в тренерском штабе клуба «Зальцбург». Торстен стал помощником главного тренера команды, заменив на этом посту Лотара Маттеуса.
4 января 2007 года Торстен занял место главного тренера в клубе «Ингольштадт 04». Проработав в клубе более двух лет, Финк был уволен. Увольнение состоялось 21 апреля 2009 года.
9 июня 2009 года Торстен был назначен на пост главного тренера швейцарского «Базеля». Контракт с клубом был подписан на 3 года. Несмотря на плохой старт в начале сезона, Финк сумел выиграть чемпионат и Кубок Швейцарии в 2010 году. В 2011 году Финк вместе с «Базелем» выиграл Uhrencup и чемпионат Швейцарии.
13 октября 2011 года назначен главным тренером «Гамбурга», подписав контракт на 3 года. На момент прихода Финка клуб с четырьмя набранными очками после восьми матчей замыкал турнирную таблицу Бундеслиги.
В 2013 году уволен с должности тренера «Гамбурга».
10 января 2015 года назначен главным тренером кипрского клуба АПОЭЛ.

## Достижения

### В качестве игрока
«Бавария»
- Чемпион Германии (4): 1998/99, 1999/00, 2000/01, 2002/03
- Обладатель Кубка Германии (3): 1998/99, 1999/00, 2002/03
- Победитель Лиги чемпионов: 2000/01
- Победитель Межконтинентального кубка: 2001

### В качестве тренера
«Базель»
- Чемпион Швейцарии (2): 2009/10, 2010/11
- Обладатель Кубка Швейцарии: 2009/10
- Обладатель Uhrencup: 2011

«Виссел Кобе»
- Обладатель Кубка Императора: 2019